# 千歳市立富丘中学校
千歳市立富丘中学校（ちとせしりつ とみおかちゅうがっこう）は、北海道千歳市あずさに所在する公立中学校。

## 概要
南側の校舎を1線校舎、北側の校舎を2線校舎がある。1線校舎と2線校舎は鉄筋コンクリート造の3階建、東側にあるプレハブ校舎は2階建となっている。1線校舎と2線校舎は西側にある1階の生徒玄関がある所で繋がっており、1線校舎とプレハブ校舎は1階東側廊下とそれぞれつながっている。1線校舎2階東側廊下(2014年7月に撤去)と3階が接続されていない。2線校舎は2階東側廊下が2014年7月に封鎖されたことにより全ての階で2線校舎とプレハブ校舎の行き来出来なくなった。
1年生はプレハブ校舎の普通教室5と1年多目的教室1、2年生は1線校舎3階の普通教室5と2年多目的教室1、3年生は1線校舎2階の普通教室4と多目的教室2をそれぞれ使用し、2線校舎は特別教室として第二図書室(生徒玄関前が第一図書室)、理科室2、音楽室、美術室、パソコン室、調理室、被服室などで使用している。

## 沿革
1975年、青葉中学校の分離し、新設校の「千歳市立富丘中学校」（生徒585名、14学級）が開校した。1976年4月、宅地造成によって生徒急増し特別教室を普通教室に転用、1979年1月に特別教室棟として増築。1985年には生徒が788名まで増加していた。2007年時点で北海道で生徒数が1番多い2学期制の中学校になった。2011年、勇舞などの宅地造成で生徒が増加し生徒937名、26学級編成となった。2012年、勇舞中学校と分離した。
年表
- 1975年（昭和50年）- 千歳市立富丘中学校が開校、校章・教育目標を制定、校歌完成[6]。
- 1976年（昭和51年）- 体育館完成、特別教室4を普通教室に転用[5]。
- 1979年（昭和54年）- 特別教室棟として校舎増築[5]。
- 1983年（昭和58年）- 千歳市スポーツ議員連盟より特別賞受賞[5]。
- 1988年（昭和63年）- 通学区変更[注 1][6]。
- 1999年（平成11年）- 開校記念日を変更[注 2][5]。
- 2004年（平成16年）- 教材室・カウンセラー室を普通教室に改修[5]。
- 2005年（平成17年）- 長都中学校を統合[注 3][7]。
- 2007年（平成19年）- プレハブ校舎（普通教室6）完成[6]。
- 2008年（平成20年）- 2学期制に変更。
- 2012年（平成24年）- 勇舞中学校に分離、校舎耐震工事完了[6]。
- 2013年（平成25年）- 特別支援学級を開設[6]。
- 2014年（平成26年）- 特別支援学級・知的学級開設[6]。
- 2020年（令和2年）- 体育館改修工事完了[6]。

## 教育目標
- 賢く - 創造力豊かな生徒[8]
- 豊かに - 豊かな心を持ち、感動できる生徒[8]
- 強く - 自ら考え、正しく行動できる生徒[8]
- 逞しく - 身体を鍛え、逞しく成長する生徒[8]

## 学校行事
学校行事は以下の通り。
- 4月 - 前期始業式、入学式、修学旅行（3年）
- 5月 - 体育祭
- 6月 - 定期テスト1期
- 7月 - 宿泊学習（2年）、夏季休業
- 8月 -
- 9月 - 定期テスト2期、学力テストA（3年）
- 10月 - 文化祭、学力テストB（3年）、前期終業式、秋季休業、後期始業式、職場体験学習（2年）
- 11月 - 福祉体験学習（1年）、学力テストC（3年）、学力テスト（1・2年）、定期テスト3期（1・2年）、三者懇談
- 12月 - 定期テスト3期（3年）、冬季休業
- 1月 -
- 2月 - 学力テスト（1・2年）、定期テスト4期（1・2年）、スキー学習（1・2年）
- 3月 - 卒業式、修了式、学年末休業

## 生徒会
生徒会は以下の通り。
- 生徒会書記局
  - 生徒会長
  - 副会長
  - 書記長
  - 書記次長
  - 会計
  - 監査
- 生活委員会 - 望ましい中学校生活のために、校則や生徒心得の徹底化を図る。
- 学習委員会 - 学習の準備、学習環境の整備、文化活動の企画・運営を行う。
- 保体委員会 - 体育的な日常活動及び行事の企画・運営の推進、健康で清潔な生活を送るための活動。
- 整美委員会 - 校内外の環境整備、美化に努める。
- 図書委員会 - 学校図書室の運営、全校生徒の読書生活の向上を図る。
- 放送局 - 校内放送を通じた広報と共に、生徒会活動の向上を図る報道活動を行う。

## 部活動
体育部
- 野球部
- サッカー部
- 陸上競技部 - 全国大会出場（2007年、2014年：8位入賞[6]）
- バスケットボール部
- 男子卓球部 - 全国大会団体出場（2001年[1]）
- 女子ソフトテニス部
- 女子バレーボール部

文化部
- 吹奏楽部 - 東日本学校吹奏楽大会 金賞[注 4]（2014年[13]）
- 美術部
- 家庭部
- パソコン部

個人
- スケート - 全国大会出場（2014年[6]）

かつてあった部活動
- 剣道部 - 全国大会に出場（2008年[4]）
- 女子卓球部 - 全国中学選抜大会 団体出場（2007年[4]）
- 男子テニス部 - 全国大会出場（2006-2007年[4]）
- リコーダー部
  - 全日本リコーダーコンテスト重曹部門 金賞16回（1982-1987年、1990-1997年、2009-2010年[6][14]）
  - 全国子ども音楽コンクールリコーダー重曹部門 文部大臣奨励賞（1989年[6]）
  - 文部科学大臣奨励賞（2004年[4]）

## 通学区域
通学区域は以下の通り。
- 富丘
- 幸福
- 清流
- 稲穂
- 花園
- 高台
- あずさ
- 泉郷
- 中央
- 北信濃の一部
- 都の一部
- 根志越の一部
- 祝梅の一部

## 出身小学校
出身小学校は以下の通り。
- 千歳市立末広小学校
- 千歳市立千歳第二小学校
- 千歳市立高台小学校

## 交通アクセス
鉄道
- JR千歳線千歳駅東口より徒歩27分。

バス
- 北海道中央バス 稲穂団地線「総合武道館前」停留所下車、徒歩6分[18]。
- 千歳相互観光バス 泉沢向陽台線「セブン-イレブン富丘店前」停留所下車、徒歩5分[19]。